# Marita Blattmann
Marita Blattmann (* 5. August 1959 in Schuttern) ist eine deutsche Historikerin.
Marita Blattmann wurde 1988 bei Hagen Keller an der Albert-Ludwigs-Universität Freiburg promoviert mit einer Arbeit über die Freiburger Stadtrechte zur Zeit der Zähringer. Sie rekonstruierte hierbei die verlorenen Urkunden und Aufzeichnungen des 12. und 13. Jahrhunderts. Von 1987 bis 1994 war sie Wissenschaftliche Mitarbeiterin und Wissenschaftliche Assistentin am Historischen Seminar der Westfälischen Wilhelms-Universität Münster. Von 1994 bis 1997 war sie in Münster Wissenschaftliche Mitarbeiterin im DFG-Sonderforschungsbereich 231 „Träger, Felder, Formen pragmatischer Schriftlichkeit im Mittelalter“. Ihre Habilitation erfolgte 1995 mit der Arbeit Die Statutenbücher von Bergamo bis 1343. Eine Kommune ‚erlernt‘ den Umgang mit geschriebenem Recht. Von 1997 bis 2000 lehrte sie als Hochschuldozentin für Historische Hilfswissenschaften und Geschichte des Mittelalters an der Ruhr-Universität Bochum. Blattmann lehrt seit 2000 als Professorin für Mittelalterliche Geschichte und Historische Hilfswissenschaften an der Universität zu Köln.

## Schriften
- Die Freiburger Stadtrechte zur Zeit der Zähringer. Rekonstruktion der verlorenen Urkunden und Aufzeichnungen des 12. und 13. Jahrhunderts (= Veröffentlichungen aus dem Archiv der Stadt Freiburg im Breisgau. Bd. 27/1–2). 2 Bände. Ploetz, Freiburg i.Br. 1991, ISBN 3-87640-429-0.